# Горішнє Виршило
Горішнє Вирши́ло (болг. Горно вършило) — село в Пазарджицькій області Болгарії. Входить до складу общини Септемврі.

## Населення
За даними перепису населення 2011 року у селі проживали 42 особи, усі — болгари.
Розподіл населення за віком у 2011 році:
Динаміка населення: